# Хетенродт
Хетенродт (њем. Hettenrodt) општина је у њемачкој савезној држави Рајна-Палатинат. Једно је од 96 општинских средишта округа Биркенфелд. Према процјени из 2010. у општини је живјело 708 становника. Посједује регионалну шифру (AGS) 7134040.

## Географски и демографски подаци
Хетенродт се налази у савезној држави Рајна-Палатинат у округу Биркенфелд. Општина се налази на надморској висини од 440 метара. Површина општине износи 5,3 km². У самом мјесту је, према процјени из 2010. године, живјело 708 становника. Просјечна густина становништва износи 133 становника/km².